# Yevgeny Sivokon
Yevgeny Yakovlevich Sivokon ( em ucraniano:  Євген Якович Сивокінь; nascido em 7 de maio de 1937, Kiev ) é um diretor de filmes de animação soviético e ucraniano. Vencedor de numerosos festivais soviéticos, ucranianos e internacionais.
Quase todos os atuais diretores animadores ucranianos eram seus discípulos.
Autor do livro 'If You Love Animation' (1985).

## Filmografia

### Diretor
- 1966: Fragmentos
- 1968: O homem que podia voar
- 1970: O conto do bom rinoceronte
- 1971: Bom nome
- 1971: Do início ao fim
- 1973: Fração
- 1973:  ru
- 1974: O conto dos pingentes de gelo brancos
- 1975: Cuidado - os nervos!
- 1976: Porta
- 1977: As Aventuras de Vakula
- 1979: Preguiça
- 1979: Remodelação
- 1980: A poção secreta do amor
- 1981: estrela azarada
- 1982: Country schitaliya
- 1983: Madeira e gato
- 1984: Relance
- 1985: Um não escrito
- 1987: Janela
- 1989: Por que o Tio Jack manca
- 1992: Sonho Svitla
- 1999: Yak metelik vivchav Zhittya
- 1999: Yak em nashogo Omelechka nevelichka simeєchka
- 2002: Kompromiks
- 2005:  uk
- 2008: Vryatyy i zberezhi
- 2017: Khroniki odnogo mista (baseado em The History of a Town, de Mikhail Saltykov-Shchedrin )

### Animador
- 1998: Pai